# カムウアン・ブッパー
カムウアン・ブッパー（ラーオ語: ຄຳອ້ວນ ບຸບຜາ / Khamouane Boupha, 1932年12月5日 - ）は、ラオスの軍人、政治家。ラオス内戦中は中立派に属したが、やがて左派パテート・ラーオに接近し、中立左派「愛国中立勢力」を形成した。人民民主共和国の成立後は副大臣、大臣を歴任。

## 経歴
カムウアン・ブッパーは1932年、フランス統治下のルアンパバーンに生まれる。ラオス独立後は王国軍に入隊。ラオス内戦中、ルアンパバーン軍管区司令官に任命され、大佐に昇格した。1957年11月、ラオス王国政府と左派パテート・ラーオの間で和平協定が締結され、パテート・ラーオ施政下のポンサーリー県が王国側に返還されると、ルアンパバーンとポンサーリーの両軍管区司令官および両県知事を兼ねた。
1960年8月のコン・レー大尉によるクーデター後、王国軍が中立派と右派に分裂すると、ポンサリーのカムウアン大佐は、当初どちらにもつかない方針を取ったが、やがてスワンナ・プーマ首相の中立派政府を支持した。
同年12月、右派軍の進攻により中立派は首都ヴィエンチャンを放棄せざるを得なくなり、ジャール平原に撤退した。その後中立派は平原東部のカンカーイを拠点とし、北ベトナム経由でソ連の物資支援を受けながら、左派パテート・ラーオと共闘して右派に対抗した。
しかし、ポンサリーのカムウアンは、1500人の兵力を擁していたが、プーマ首相の了承の下で中国から武器支援を受けていたこともあり、左派とはそれほど協力的ではなかった。
1962年に3派間で和平が合意され、プーマ親王を首班とする第2次連合政府が成立した。しかし、和平協定によりソ連からの支援が止まると、中立派のコン・レーらはアメリカに物資供給を頼るようになる。ドゥアン・スンナラート大佐の中立左派グループはこの政策を批判し、やがて中立派軍はコン・レー派とドゥアン派に分かれて対立した。
1963年4月、ドゥアン派が中立派を離脱すると、カムウアンは2000人の配下部隊とともに合流し、中立左派「愛国中立勢力」を形成した。カムウアンは准将に昇格し、愛国中立勢力軍北部最高司令官に就任した。その後、愛国中立勢力は左派パテート・ラーオと共闘し、プーマ政府との間で内戦を継続することになる。1970年には、愛国中立勢力軍副司令官に就任した。
1973年、中立右派＝右派政府と左派勢力の間で三度の和平合意がなされた。この合意に基づき、翌1974年4月5日にプーマ親王を首班とする第3次連合政府が成立すると、カムウアンも左派勢力を代表して国防担当次官に就任した。
やがて、インドシナ全域において共産勢力が優勢となり、1975年4月17日にプノンペンが陥落し、30日にはサイゴンが陥落した。このような背景から、ラオスにおいても各地で左派のデモが続発し、右派を非難・攻撃した。5月9日には右派シスーク・ナ・チャムパーサック国防大臣が辞任し、翌10日にタイ亡命。これを受けて、カムウアンは国防大臣代理に任命され、軍の指揮権を委譲された。カムウアンはプーマ首相の同意のもと、王国軍の無力化にとりかかり、各地の司令官にパテート・ラーオに逆らわないよう命令した。これによりパテート・ラーオ軍は続々と右派地域を解放し、権力を奪取した。
1975年12月、王制が廃止され人民民主共和国が成立すると、国防副大臣に任命された。その後、農業副大臣、工業副大臣を経て、1992年にカムタイ・シーパンドーン内閣において司法大臣に任命された。1998年2月のシーサワット・ケーオブンパン内閣および2001年3月のブンニャン・ウォーラチット内閣においても司法大臣に留任し、2006年までその任に当たった。
2002年2月、第5期国民議会議員選挙においては、唯一の非人民革命党員として当選し、2006年まで務めた。
2006年6月、ブアソーン・ブッパーヴァン内閣において首相府付大臣に転出し、国家土地管理機構長を兼ねた。2010年トーンシン・タムマヴォン内閣においても留任し、現在に至る。